# Josep Falcó i Torró
Josep Falcó i Torró (Ontinyent, Vall d'Albaida, 1840 - Madrid, 1898) fou un compositor valencià del segle xix.
Inicià els seus estudis musicals amb Josep Mir, mestre de capella de la parroquial d'Ontinyent, i amb el seu organista Francesc de Paula Bonastre. El 1858 entrà al Conservatori de Madrid, on estudià harmonia (amb Arrieta) i violí (amb Monasterio), on rebé diversos premis, entre ells la medalla d'or l'any 1866. Deu anys més tard fou nomenat professor de solfeig de l'Escuela Nacional de Musica de Madrid, la qual adoptà les seves obres didàctiques. Entre el seu repertori compositiu hi figura música per cant i piano (cançons, habaneres, valsos), una sarsuela i obres de repertori eclesiàstic per a veus i orgue (misses, salve).

## Obra
- Serenata moruna
- Himno a Calderón
- Himne "Es la virgen del Cielo" en Sol M en Sol M,
- Himne per a dues veus i orgue "Adiós Reina del Cielo", en Re M

## Obra musical catalogada
Es conserven obres seves al fons musical SEO (Fons de l'església parroquial de Sant Esteve d'Olot).